# Brückenkopf Elsass
1944: Overlord · Dragoon · Mons · Market Garden · Scheldemündung · Aachen · Hürtgenwald · Queen · Elsass-Lothringen · Ardennen
1945: Nordwind · Bodenplatte · Blackcock · Colmar · Veritable · Grenade · Blockbuster · Lumberjack · Undertone · Plunder · Flashpoint · Aschaffenburg · Würzburg · Ruhrkessel · Friesoythe · Nürnberg
Der Brückenkopf Elsass (franz. Poche de Colmar, engl. Colmar Pocket) war ein Ende 1944 von der deutschen 19. Armee unter dem Befehl von General Siegfried Rasp gegen die vorrückenden alliierten Verbände gehaltenes Gebiet auf der linken Oberrheinseite. Der Frontvorsprung verlief in einem weiten Bogen von Mülhausen im Süden über die Vogesen bis nach Rheinau im Norden, im Westen verlief die Frontlinie quer durch die Vogesen. Zu Jahresbeginn 1945 war die Region Schauplatz des deutschen „Unternehmens Sonnenwende“ und der alliierten Gegenoffensive, die Anfang Februar zur Zerschlagung des Brückenkopfes führte.

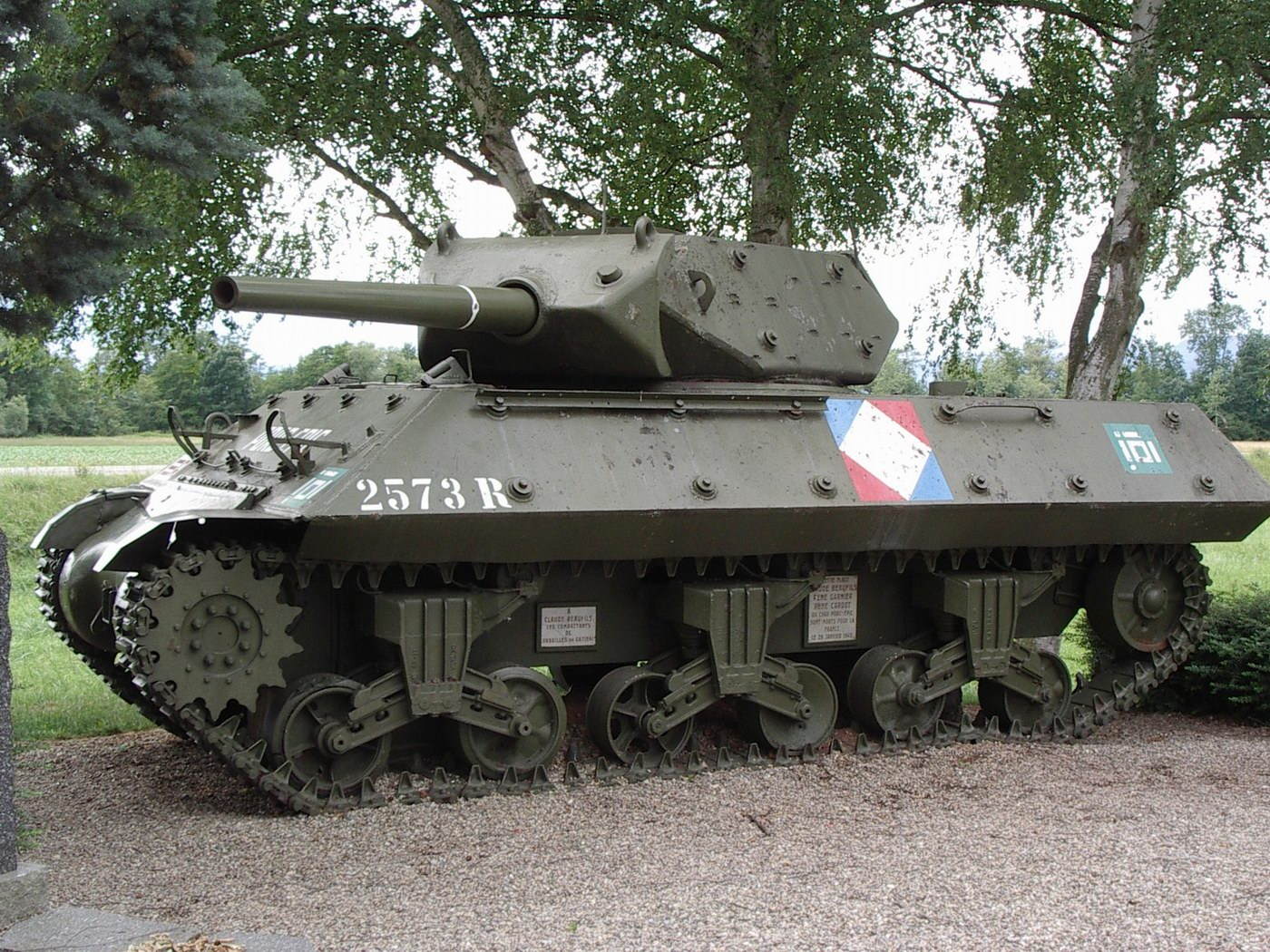
M10 Wolverine der Franzosen, am 26. Januar 1945 zwischen Illhaeusern und Elsenheim abgeschossen

Ende November 1944 war die französische 1. Armee unter Jean de Lattre de Tassigny von Süden her entlang der Schweizer Grenze über Belfort an den Oberrhein vorgestoßen. Im Norden der Vogesen gelang der 7. US-Armee unter Jacob L. Devers ein Durchbruch bei Zabern, am 23. November 1944 wurde Straßburg und damit der Rhein erreicht. Damit waren die deutschen Truppen mit dem Rhein im Rücken eingeschlossen, jedoch waren auch die alliierten Nachschublinien sehr lang geworden, insbesondere angesichts des außergewöhnlich harten Winterwetters.
Vom Befehlshaber der Heeresgruppe Oberrhein Heinrich Himmler wurde am 12. Dezember im oberen Elsass zwischen Kaisersberg und Rappoltsweiler ein Umfassungsangriff (Deckname „Habicht“) angesetzt, der die dort über die Vogesen vorgedrungenen alliierten Truppen „vernichten“ sollte (Divisionsbefehl vom 11. Dezember 1944 und Gefechtsbericht vom 14. Dezember 1944, Militärarchiv Freiburg, Barch RH 20-19/145). Dazu waren „erhebliche Kräfte an Offiziersbewerbern, Reserveoffiziersbewerbern, Unteroffiziers-Lehrgängen und weitere(n) Teile(n) des Ersatzheeres, des Heeres und der Waffen-SS“ herangeführt worden. „Obwohl es wegen des kurzen Vorlaufes zu keiner sachgemäßen Vorbereitung kommen konnte, wurde der Angriff mit diesen kaum bis gar nicht kampferprobten und bunt zusammengewürfelten Verbänden begonnen. Die verhältnismäßig beachtlichen Anfangserfolge am ersten Tag mussten folgerichtig mit derartig hohen Verlusten erkauft werden, dass der Angriff bereits am zweiten Tag abgebrochen wurde“.
Am 7. Januar 1945 traten Teile der 19. Armee (198. Infanterie-Division, 269. Infanterie-Division und die Panzerbrigade 106) aus dem Brückenkopf heraus zum Angriff auf Straßburg an („Unternehmen Sonnenwende“). Die zwischen Ill und Rhein stehenden französischen Verbände wurden zunächst zurückgeworfen, doch der deutsche Vorstoß kam am 12. Januar etwa 15 Kilometer vor Straßburg zum Stehen.
Ab 20. Januar gingen die Alliierten ihrerseits zum Angriff auf den Brückenkopf über. Am 5. Februar trafen ihre Angriffsspitzen bei Rouffach zusammen, so dass ein Teil der deutschen Verbände in einem Kessel mit Zentrum Gebweiler eingeschlossen war und wenig später aufgerieben wurde. Die übrigen deutschen Einheiten wichen über die Brücke von Neuenburg-Eichwald nach Neuenburg am Rhein aus. Mit der Sprengung dieser Brücke am Morgen des 9. Februar endete der Kampf um den Brückenkopf.
In der Oberrheinebene boten nur Häuser Deckung und Schutz vor dem Winter, so dass Zivilisten besonders unter den Kämpfen litten. Auf beiden Seiten starben über 20.000 Soldaten.

## Sonstiges
- Sigolsheim (elf Kilometer nordwestlich von Colmar) wurde von den Kämpfen um den Brückenkopf Elsass stark in Mitleidenschaft gezogen. Ein nationaler Soldatenfriedhof am Blutberg („Nécropole nationale de Sigolsheim“) erinnert an diese Zeit.[3]

- Auf dem Soldatenfriedhof bei Breitenbach-Haut-Rhin, 24 km westlich von Colmar, liegen 173 deutsche Kriegstote des Zweiten Weltkrieges begraben.[4]

Bei Bergheim nördlich von Ribeauvillé (dt. Rappoltsweiler) besteht ein deutscher Soldatenfriedhof, auf dem in der Mehrzahl Gefallene des Unternehmens „Habicht“ liegen.